# 勃氏角鯊
勃氏角鯊（學名：Squalus blainville），又名高鰭棘鮫，是角鯊屬下的一種鯊魚，分佈於所有海洋的大陸棚，水深15-800米處。牠們身長可達1米。
勃氏角鯊有兩個背鰭，背鰭內側有鰭棘，但沒有臀鰭。眼睛明顯的大及呈綠色。背部整體呈灰色。雄性有鰭腳，而雌性則沒有。
勃氏角鯊以硬骨魚為食物，如棘鬣魚、鯖魚，並有蟹、龍蝦及八爪魚。牠們是卵胎生的，每胎約有3-4條幼鯊。
勃氏角鯊是食用魚，可以鮮吃、鹽腌及煙燻。